# 北荘村
北荘村（きたしょうむら）は、石川県羽咋郡に存在した村。
村の名称はこの地域が江戸時代の「押水北荘」だったことによる。

## 地理
- 現在の宝達志水町では中南部、旧押水町では中部に位置。宝達川の北寄りに位置。西側は平野部、東側は宝達丘陵の丘陵地。東端の沢川（そうご）には子浦川、大海川のそれぞれの源流があり、その東側は富山県との境界がある。
- 当時は、平野部は稲作中心、丘陵部では林業が営まれていた。
- 山：宝達山、石峠、梨ノ木峠
- 川：宝達川、子浦川、大海川

## 歴史
- 1875年（明治8年）11月 - 北荘小学校開校。
- 1889年（明治22年）4月1日 - 町村制の施行により、羽咋郡小川村、河原村、山崎村、宝達村及び沢川村を廃し、その区域をもって羽咋郡北荘村を設置する。
- 1898年（明治31年）4月24日 - 七尾鉄道（現・JR七尾線）が開通。同日、村内に宝達駅開業。
- 1954年（昭和29年）11月3日 - 羽咋郡柏崎村、末森村、中荘村、北荘村及び北大海村を廃し、その区域をもって羽咋郡押水町を設置する。5大字は押水町の大字に継承。

## 交通
- 国鉄七尾線
  - 宝達駅

## 教育
- 北荘村立北荘小学校
（1967年（昭和42年）9月1日に中荘小学校と統合し、宝達小学校となる。）

## 出身者
- 広橋百合子 - 陸上競技選手（走高跳）[1]、石川県初のオリンピック選手[2]